# 汗水節
汗水節（あしみじぶし）は、1928年に公募により作られた沖縄民謡の一つである。作詞は仲本稔、作曲は宮良長包。働くことの喜びや大切さを唄う沖縄民謡に多い教訓歌の一つ。

## 概要
この曲は、沖縄県学務部社会課が勤労貯蓄奨励キャンペーンの一環として詞を募集したところ、当時具志頭郵便局初代局長であった仲本稔の詞が当選するところとなり、男子師範学校の音楽教師であった宮良長包の曲と併せて「汗水節」として成立したものである。1928年（昭和3年）に原詩名「勤倹力行の奨」として作詞され、1929年（昭和4年）に作曲された際に「汗水節」と改題された経緯を持つ。
2/4拍子・ヘ長調・24小節と認識されてきたが、1929年のガリ版刷り楽譜のコピーが発見され、4/4拍子・ヘ長調・12小節だったことが分かっている。

## 備考
八重瀬町具志頭の具志頭城趾近くには、汗水節の記念石碑が建てられている。
また、沖縄県の保育実践において、汗水節は踊りやエイサーに使われていたり、群読やBGMに活用されたりといった利用が見られる。